# Обтер
Обтер (фр. Aubeterre) насеље је и општина у североисточној Француској у региону Шампањ-Арден, у департману Об која припада префектури Троа.
По подацима из 2011. године у општини је живело 274 становника, а густина насељености је износила 23,5 становника/km². Општина се простире на површини од 11,66 km². Налази се на средњој надморској висини од 124 метара.

## Демографија
| 1962. | 1968. | 1975. | 1982. | 1990. | 1999. | 2011. |
| ----- | ----- | ----- | ----- | ----- | ----- | ----- |
| 106   | 111   | 110   | 113   | 177   | 167   | 274   |

График промене броја становника у току последњих година